# Корнієнко Ігор Олександрович
Корнієнко Ігор Олександрович (нар. 15 березня 1964 — пом. 6 січня 1995) — майор ЗС РФ. Герой Росії (1995).

## Життєпис
Народився 15 березня 1964 в місті Новоград-Волинський Житомирської області.
Випускник Бакинського вищого загальновійськового командного училища (1985). У 1994 очолював штаб 33 мотострілецького полку 20-ї мотострілецької дивізії 8-го гвардійського армійського корпусу Північно-Кавказького військового округу.
З грудня 1994 року у складі свого полку брав участь у Першій чеченській війні.
6 січня 1995 загинув внаслідок мінометного обстрілу.
Спочатку похований у Волгограді, потім перепоховано в селищі Нахабіно Красногорського району Московської області.
Указом Президента Російської Федерації від 15 травня 1995 Ігорю Олександровичу Корнієнко посмертно присвоєно звання Героя Російської Федерації з врученням родині загиблого медалі «Золота Зірка» № 165.